# Крижане божевілля
Крижане божевілля (англ. Ice Follies of 1939) — американський мюзикл режисера Райнгольда Шюнцеля 1939 року.

## Сюжет
Ларрі Голл і Едді Берджесс успішно виступають на ковзанах протягом ряду років, поки Ларрі не зустрічає на своєму шляху Мері Маккей, вельми посередню фігуристку, яку він бере в їх пару, але через невміння дівчини їх постійно звільняють. Однак Ларрі плекає мрію створити своє льодове шоу, яке буде саме шоу, а не простим катанням на льоду.
Після чергового звільнення Ларрі і Мері одружуються, але Едді відкриває дівчині очі, що саме вона є тягарем у житті Ларрі і тягне кар'єру новоспеченого чоловіка назад. Мері вдається переконати главу студії «Монарх» підписати з нею контракт і вона окрилена прибігає додому, проте в контракті дрібним шрифтом надруковано, що їй забороняється вступати в шлюб без дозволу студії. Ларі переконує, що вона повинна зберегти свій шлюб в таємниці.

## У ролях
- Джоан Кроуфорд — Мері Маккей
- Джеймс Стюарт — Ларрі Голл
- Лью Ейрс — Едді Берджесс
- Льюїс Стоун — Дуглас Толівер-молодший
- The International Ice Follies
- Бесс Ерхардт — Кітті Шерман
- Рой Шіпстад — камео
- Едді Шіпстад — камео
- Оскар Джонсон — камео
- Лайонел Стендер — Морт Годжес
- Чарльз Д. Браун — Барні